# Ediciones Ursus
Ediciones Ursus fue una editorial española, ubicada en Barcelona, que produjo varias colecciones de tebeos durante la década de los setenta y principios de los ochenta del siglo pasado, en muchas ocasiones reediciones de material añejo. Se la adscribe al denominado mercado de la pobreza.

## Colecciones de tebeos
| Título          | Año  | Guionista | Dibujante | Ejemplares | Tamaño  | Precio facial en pesetas |
| --------------- | ---- | --------- | --------- | ---------- | ------- | ------------------------ |
| Acción Metralla | 1973 | Varios    | Varios    | 3          | 21 x 15 |                          |
| Hazañas Bélicas | 1973 |           |           |            |         |                          |
| Tamar           | 1973 |           |           |            |         |                          |
| Agente Especial |      | Varios    | Varios    |            | 27 x 19 |                          |